# John Klinger
John Klinger (* 14. Mai 1984 in Bitburg; † 20. Mai 2024 in Bremen) war ein deutscher Profi-Wrestler, der insbesondere unter dem Ringnamen „Bad Bones“ auftrat. International war er für verschiedene Independent-Promotions aktiv, u. a. Europa, England, Japan, Israel und die USA. Er war bis zuletzt einer der erfolgreichsten Wrestler in und aus Deutschland, der europaweit Erfolge feiern konnte.

## Karriere

### Total Nonstop Action Wrestling (2011, 2014, 2017)
Bad Bones nahm am 29. September bei der TNA First Impact Tour teil, wo er Karsten Kretschmer besiegen konnte. Er nahm weiter im Januar 2011 bei TNA Gut Check in London teil und gewann diese.
Er kehrte im Februar 2014 zu TNA zurück und nahm dort an verschiedenen Wrestling-Matches teil. Am 1. Februar trat er gegen Christopher Daniels in einem Darkmatch an und unterlag. Am selben Abend, während der Fernsehaufzeichnung für die Sendung Impact Wrestling verlor er gegen Samoa Joe. Am darauffolgenden Abend bei TNA One Night Only: Joker’s Wild 2, Bones trat er mit Samoa Joe an und besiegte Christopher Daniels und Robbie E in einem Qualifizierungsmatch. Am 27. Februar wurde Bones von Magnus ausgewählt, um gegen Magnus Rivalen Samoa Joe anzutreten. Bei diesem Match gegen Samoa Joe unterlag er jedoch.
Am 24. Februar 2017, während Impact Wrestling, kehrte Bad Bones zu TNA zurück und unterlag dem Debütanten Josh Barnett.

### Wrestling in Deutschland
Neben seinen internationalen Aktivitäten trat Bad Bones in deutschen Independent-Ligen auf. Bei der Harzer Wrestling-Promotion „Unlimited Wrestling“ war er der amtierende Unlimited Champion bevor er seinen Titel an Crowchester im Dezember 2023 abgeben musste. 

## Tod
John Klinger starb überraschend am  20. Mai 2024, nur wenige Tage nach seinem 40. Geburtstag. Zehn Tage zuvor stand er bei der polnischen Promotion PLW im Ring gegen den ehemaligen WWE-Wrestler Flash Morgan Webster. Klinger hatte geplant, seine Wrestlingkarriere im Herbst 2024 zu beenden.

## Titel und Erfolge
- Art of Wrestling
  - AOW Championship
- Athletik Club Wrestling
  - ACW German Championship[4]
  - ACW World Wrestling Championship[5]
- Catch Wrestling Norddeutschland
  - Deutsche Meisterschaft Championship[6]
- Defiant Wrestling
  - Ringmaster Tournament (2018)[7]
- Deutsche Wrestling Allianz
  - DWA European Championship[8]
- Eastside Revolution Wrestling
  - ERW Championship[9]
- East Side Wrestling
  - ESW Europameisterschaft Championship[10]
- European Wrestling Promotion
  - Spree Cup (2019)
- Fighting Spirit Federation
  - FSF Tag Team Championship – mit Steve Douglas[11]
- Fiend Wrestling Germany
  - FWG Championship[12]
- German Hurricane Wrestling
  - GHW Heavyweight Championship
  - GHW Tag Team Championship – mit Carnage
  - GHW Heavyweight Championship Tournament (2009)
  - GHW Tag Team Championship Tournament (2013) – mit Carnage
- German Stampede Wrestling
  - GSW World Heavyweight Championship
  - GSW Tag Team Championship – mit Steve Allison
- German Wrestling Federation
  - GWF Middleweight Championship[13]
  - GWF World Championship
  - GWF Tag Team Championship – mit Tarkan Aslan
- German Wrestling Promotion
  - GWP World Championship
  - WrestlingCorner.de Championship
- International Catch Wrestling Alliance
  - ICWA European Championship
  - ICWA Tournament (2007)
- International Pro Wrestling: United Kingdom
  - IPW:UK World Championship
- National Wrestling Alliance
  - NWA European Heavyweight Championship[14]
- Power Of Wrestling 
  - POW Intercontinental Championship (1 time)[15]
- Pro Wrestling Illustrated
  - Ranked No. 279 of the top 500 singles wrestlers in the PWI 500 in 2019[16]
- Swiss Wrestling Entertainment
  - SWE Championship
  - SWE King of Switzerland Championship
- Union of European Wrestling Alliances
  - European Heavyweight Championship[17]
- Unlimited Wrestling
  - Unlimited Championship[18]
- Westside Xtreme Wrestling
  - wXw Unified World Wrestling Championship[19]
  - wXw World Tag Team Championship – with Carnage (1)[20] und Da Mack
  - wXw Shotgun Championship
  - Strong Style Tournament (2007)[21]
  - wXw World Heavyweight Championship Tournament (2008)[22]
  - wXw 16 Carat Gold Tournament (2008)[23]
  - Shortcut to the Top Battle Royal (2013, 2017)[24]
  - Catch Roulette Tournament (2014)[25]
  - Mitteldeutschland Cup (2016)[26]
- WrestlingKULT
  - WrestlingKULT Championship